# Haltérophilie aux Jeux olympiques d'été de 2012 - Moins de 48 kg femmes
Navigation
Pékin 2008 Rio de Janeiro 2016
L'épreuve des moins de 48 kg en haltérophilie des Jeux olympiques d'été de 2012 a lieu le 28 juillet dans le ExCeL de Londres.

## Médaillés
| Or            | Argent        | Bronze         |
| Wang Mingjuan | Hiromi Miyake | Ryang Chun-Hwa |

## Calendrier
Toutes les heures sont en British Summer Time (UTC+1).
| Date                   | Heure   | Tour     |
| ---------------------- | ------- | -------- |
| Samedi 28 juillet 2012 | 15 h 30 | Groupe A |

## Résultats
| Rang               | Athlète                   | Pays                   | Groupe | Poids | Arraché (kg) | Arraché (kg) | Arraché (kg) | Arraché (kg) | Épaulé-jeté (kg) | Épaulé-jeté (kg) | Épaulé-jeté (kg) | Épaulé-jeté (kg) | Total |
| Rang               | Athlète                   | Pays                   | Groupe | Poids | 1            | 2            | 3            | Résultat     | 1                | 2                | 3                | Résultat         | Total |
| ------------------ | ------------------------- | ---------------------- | ------ | ----- | ------------ | ------------ | ------------ | ------------ | ---------------- | ---------------- | ---------------- | ---------------- | ----- |
| Médaille d'or      | Wang Mingjuan             | Chine                  | A      | 48    | 88           | 88           | 91           | 91           | 110              | 114              |                  | 114              | 205   |
| Médaille d'argent  | Hiromi Miyake             | Japon                  | A      | 48    | 83           | 85           | 87           | 87           | 108              | 110              | 113              | 110              | 197   |
| Médaille de bronze | Ryang Chun-Hwa            | Corée du Nord          | A      | 47.52 | 80           | 83           | 84           | 80           | 108              | 109              | 112              | 112              | 192   |
| 4                  | Sirivimon Pramongkhol     | Thaïlande              | A      | 47    | 78           | 80           | 82           | 82           | 106              | 108              | 109              | 109              | 191   |
| 5                  | Nurdan Karagöz            | Turquie                | A      | 47    | 80           | 83           | 84           | 83           | 104              | 107              | 107              | 104              | 187   |
| 6                  | Honami Mizuochi           | Japon                  | A      | 48    | 76           | 78           | 80           | 80           | 92               | 94               | 96               | 96               | 176   |
| 7                  | Ngangbam Soniya Chanu     | Inde                   | A      | 48    | 72           | 74           | 75           | 74           | 93               | 97               | 97               | 97               | 171   |
| 8                  | Betsi Rivas               | Venezuela              | A      | 47    | 68           | 70           | 70           | 70           | 92               | 96               | 98               | 98               | 168   |
| 9                  | Beatriz Pirón             | République dominicaine | A      | 48    | 72           | 75           | 77           | 77           | 87               | 90               | 92               | 90               | 167   |
| 10                 | Mélanie Bardis            | France                 | A      | 48    | 70           | 73           | 75           | 73           | 88               | 91               | 93               | 93               | 166   |
| 11                 | Lely Burgos               | Porto Rico             | A      | 48    | 65           | 70           | 70           | 65           | 87               | 92               | 92               | 92               | 157   |
| 12                 | Nathalia Rakotondramanana | Madagascar             | A      | 48    | 55           | 55           | 60           | 55           | 75               | 80               | 82               | 80               | 135   |
| –                  | Marina Sisoeva            | Ouzbékistan            | A      | 48    | 79           | 79           | 80           |              |                  |                  |                  |                  | Abd   |
| –                  | Panida Khamsri            | Thaïlande              | A      | 47    | 81           | 81           | 81           |              |                  |                  |                  |                  | Abd   |